# Karl-Heinz Lambertz
Karl-Heinz Lambertz (Amel, Bélgica, 4 de junio de 1952) es un político belga. Fue el Ministro-Presidente de la Comunidad Germanófona de Bélgica durante 15 años y más tarde en 2014 Presidente del Parlamento de dicha Comunidad. Actualmente, es miembro del Senado belga representando a la Comunidad Germanófona y es también, Presidente del Comité Europeo de las Regiones (CoR) habiendo sido elegido el 12 de julio de 2017 tras servir durante dos años y medio como Primer Vicepresidente. 
El 17 de julio de 2008, fue uno de los tres altos políticos belgas encargados por el rey Alberto II de investigar formas de permitir conversaciones de reforma constitucional a la luz de la larga crisis constitucional belga .

## Honores
2014: Gran Cruz de la Orden de la Corona .